# 神仙擬線鱸
神仙擬線鱸，為輻鰭魚綱鱸形目鱸亞目鮨科的其中一種，分布於中東太平洋區，從加利福尼亞灣至哥倫比亞Gorgona島海域，棲息深度1-37公尺，體長可達8.4公分，生活在礁石區，為底棲性魚類，屬肉食性，以小魚及甲殼類為食。

## 擴展閱讀
維基物種上的相關：神仙擬線鱸